# Allocharopa erskinensis
Allocharopa erskinensis är en snäckart som först beskrevs av Madeleine Gabriel 1930.  Allocharopa erskinensis ingår i släktet Allocharopa och familjen Charopidae. IUCN kategoriserar arten globalt som sårbar. Inga underarter finns listade i Catalogue of Life.